# أليكسيس زاباتا
أليكسيس زاباتا (بالإسبانية: Alexis Zapata) (10 مايو 1995 بميديلين في كولومبيا - ) هو لاعب كرة قدم كولومبي في مركز الوسط. شارك مع منتخب كولومبيا تحت 20 سنة لكرة القدم. أما مع النوادي، فقد لعب مع نادي أودينيزي ونادي بيروجيا ونادي ساسولو ونادي إنفيغادو.

## روابط خارجية
- أليكسيس زاباتا على موقع قاعدة بيانات كرة القدم.إي يو (الإنجليزية)
- أليكسيس زاباتا على موقع Soccerway.com (الإنجليزية)
- أليكسيس زاباتا على موقع AS.com (الإسبانية)